# Casa de la Independencia (Chile)

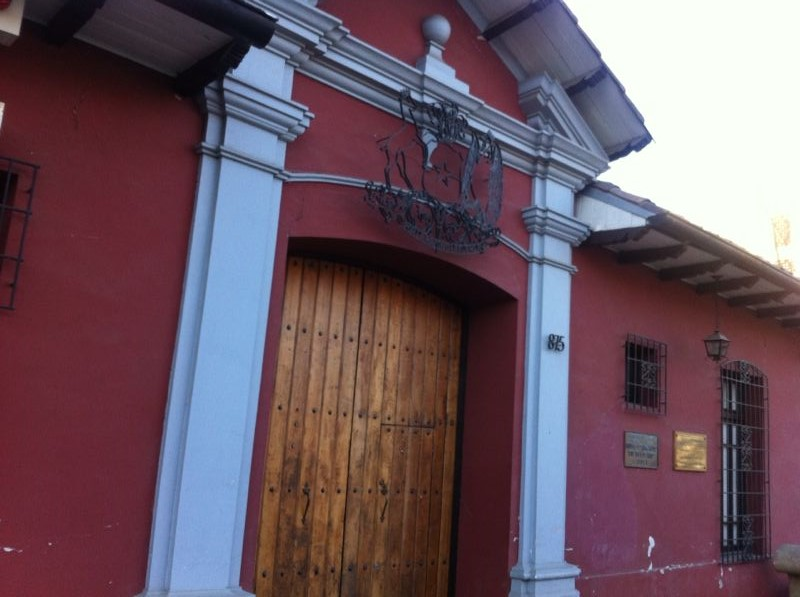
Entrada a la casa de la independencia de Talca.

La Casa de la Independencia es una edificación colonial ubicada en Talca, Región del Maule, Chile. Declarada como monumento nacional el 26 de julio de 1971. Originalmente ubicada entre las calles Molina con Unión (actuales 1 Norte y 2 Oriente) y que según los estudios historicistas habría sido construida en la década del 1790, y que es la que alberga actualmente al Museo O'Higginiano y de Bellas Artes de Talca.

## Historia
Su primer y original dueño fue Juan Francisco Prieto. La casa siguió en manos de la Familia Prieto hasta el año de 1832, año en el que Mercedes Vega, viuda del señor Prieto, deja en empeño dicho inmueble de la calle uno norte y dos oriente a Domingo Opazo Artigas y su esposa Dolores Vargas Vergara, pasando cuatro años después a total control por parte de la familia Opazo Vargas.
El año 1870 la propiedad paso a manos de los cuatro hijos de la familia Opazo Vargas tras la muerte de su madre. Al fallecer las hermanas del matrimonio Opazo Vargas, la casa fue heredada a la señora Laura Gaete Barros quien luego enajeno dicha propiedad quedando esta en manos de Andrés Mazorreaga Garrastazu en 1923.
Finalmente la casa paso a manos del Estado de Chile que tras las leyes 8.167 y 13.963 (años 1945 y 1960 respectivamente), en donde se dispone la compra de la propiedad, y la instalación en ella, del Museo O'Higginiano y de Bellas Artes de Talca.

## Mitología
El mito sostiene que la Casa de la Independencia de Talca habría sido residencia durante la infancia de Bernardo O´Higgins, además de ser acá donde este firmaría el acta de Independencia de Chile.
Pero investigaciones recientes ponen en duda esta posición, afirmando que O´Higgins nunca residió en dicha casa, aludiendo a que este si bien residió en los alrededores de Talca, no existiría evidencia concreta de que fuese en esta vivienda, y que el cuartel donde se firmó el acta de independencia no habría estado en dicha propiedad.

## Enlaces de otras páginas
- Wikimedia Commons alberga una categoría multimedia sobre Casa de la Independencia.

- Datos: Q123382692
- Multimedia: Casa de la Independencia, Talca / Q123382692